# Trnovec Kristův

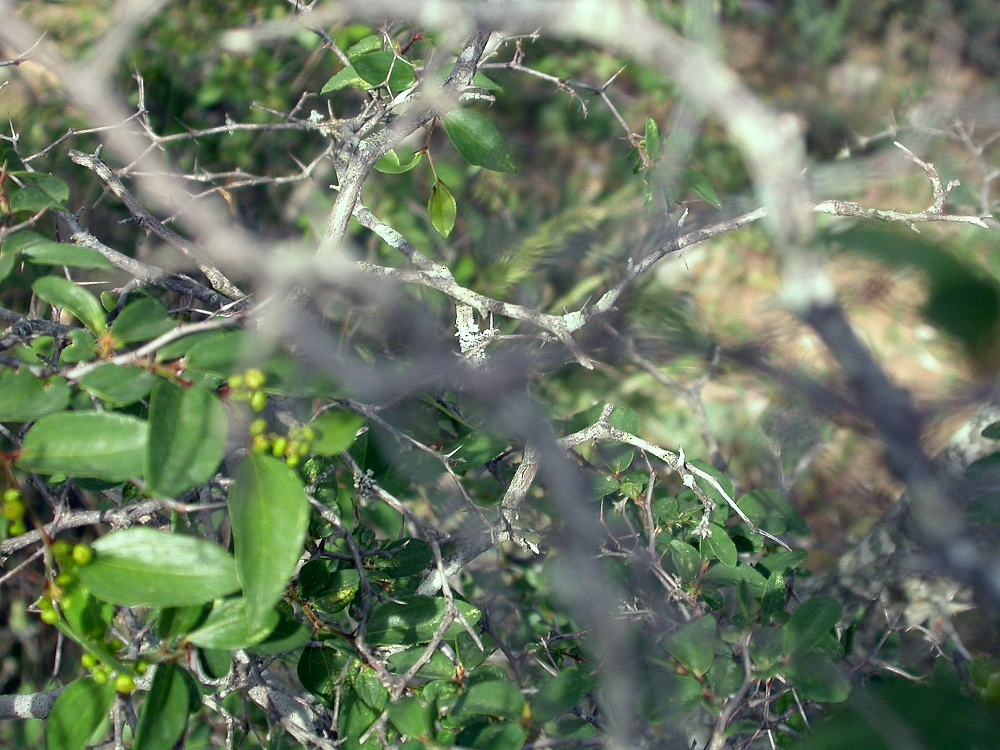
Trnité větve trnovce Kristova

Trnovec Kristův (Paliurus spina-christi) je opadavý, na vláhu a živiny nenáročný keř nebo nízký strom s větvemi porostlými trny a s nápadnými, kruhovitě plochými plody. O trnovci Kristově se traduje, že z jeho větví byla spletena trnová koruna a vsazena na hlavu Ježíše Krista před ukřižováním.

## Rozšíření
Místo původu této dřeviny je poměrně rozlehlé a považují se za něj teplé a suché oblastí podél Středozemního a Černého moře (jih Balkánského poloostrova, Krym, Kypr, Itálie, Francie, Španělsko, Turecko) a dále území na Kavkaze (Arménie, Ázerbájdžán, Gruzie), ve Střední Asii (Afghánistán, Uzbekistán, Tádžikistán, Turkmenistán), na Blízkém východě (Irák Írán, Izrael, Libanon, Sýrie) a také Himáčalpradéš na severu Indie. Druhotně se rozšířil do severní Afriky (Alžírsko, Libye, Tunisko), Asie (severozápad Číny a Nepálu) i do Spojených státech amerických (Texas).

## Ekologie
Je typickým druhem rostoucím v makchii, garrigui, na suchých osluněných stráních a v písečných dunách, vystupuje až do nadmořské výšky 3000 m. Vyžaduje sucho, plné slunce a půdu zásaditou, hlinitou až písčitou. Kvete od května do července, semena dozrávají v září a říjnu. Ve střední Evropě se nepěstuje, při mrazech pod -15 °C namrzá.

## Popis

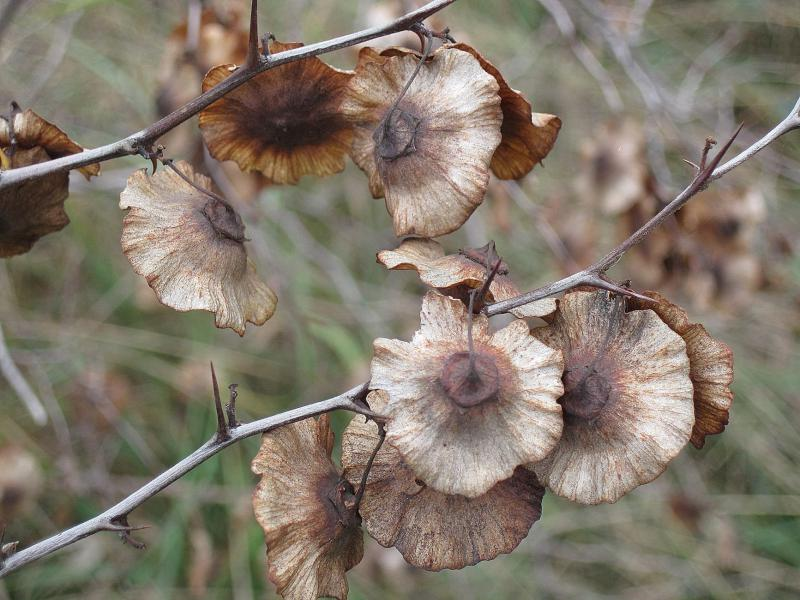
Zralé plody

Je to opadavý, bohatě větvený, široký, trnitý keř vysoký 1 až 3 m, ojediněle i strom dorůstající do 5 až 7 m. Kůra je šedá nebo červenohnědá, letorosty skořicově hnědé a chlupaté, později olysávají. Tenké větve jsou porostlé střídavými, téměř dvouřadými listy s krátkými řapíky, jejichž palisty jsou přeměněné ve dva červenohnědé trny, jeden z nich je delší (8 mm), rovný a šikmo odstávající, druhý je kratší a dozadu zahnutý. Čepele kožovitých listů jsou 2 až 4 cm dlouhé a 1,5 až 3 cm široké, oválné nebo vejčitě okrouhlé, na bázi zaoblené nebo lehce srdčité, celokrajné nebo pilovitě zoubkované, na horní straně lesklé a sytě zelené, na spodní matné a světlejší, mají tři hlavní žilky a tři až šest párů sekundárních.
Pětičetné, žlutozelené až zlatožluté květy velké asi 4 mm jsou uspořádané po pěti až jedenácti v krátce stopkatých úžlabních vrcholících. Oboupohlavné květy na krátkých stopkách mají pět do kruhu rozprostřených kališních lístků a pět obvykle stočených lístků korunních. Pět tyčinek je kratších než okvětí, disk produkuje nektar, polospodní semeník srostlý s češulí je dvou- nebo třídílný a nese dvě nebo tři čnělky. Ploidie druhu je 2n = 24.
Plod je plochá, čočkovitá nažka o průměru 2 až 3 cm, která má vnější kožovitou slupku. Na bázi u stopky je přirostlá suchá češule a kolem je blanité, asi 1 cm široké, po okraji celistvé, zvlněné křídlo hnědočervené barvy. Uprostřed je nahnědlé semeno vejčitého tvaru.

## Význam
Trnovec Kristův je v příznivých klimatických podmínkách (světlo, teplo, sucho) hezká okrasná dřevina, která se využívá na nestříhané živé ploty a časem dokáže vytvořit neprostupné trnité stěny. Statný keř je k vidění v Botanické zahradě Přírodovědecké fakulty Univerzity Palackého v Olomouci. V minulosti se v lidovém léčitelství používaly listy i kůra obsahující tanin jako adstringens pro hojení kůže i sliznic a plody jako diuretikum pro zvýšení vylučování moči. Semena jsou poživatelná, ať již čerstvá nebo sušená.

## Galerie

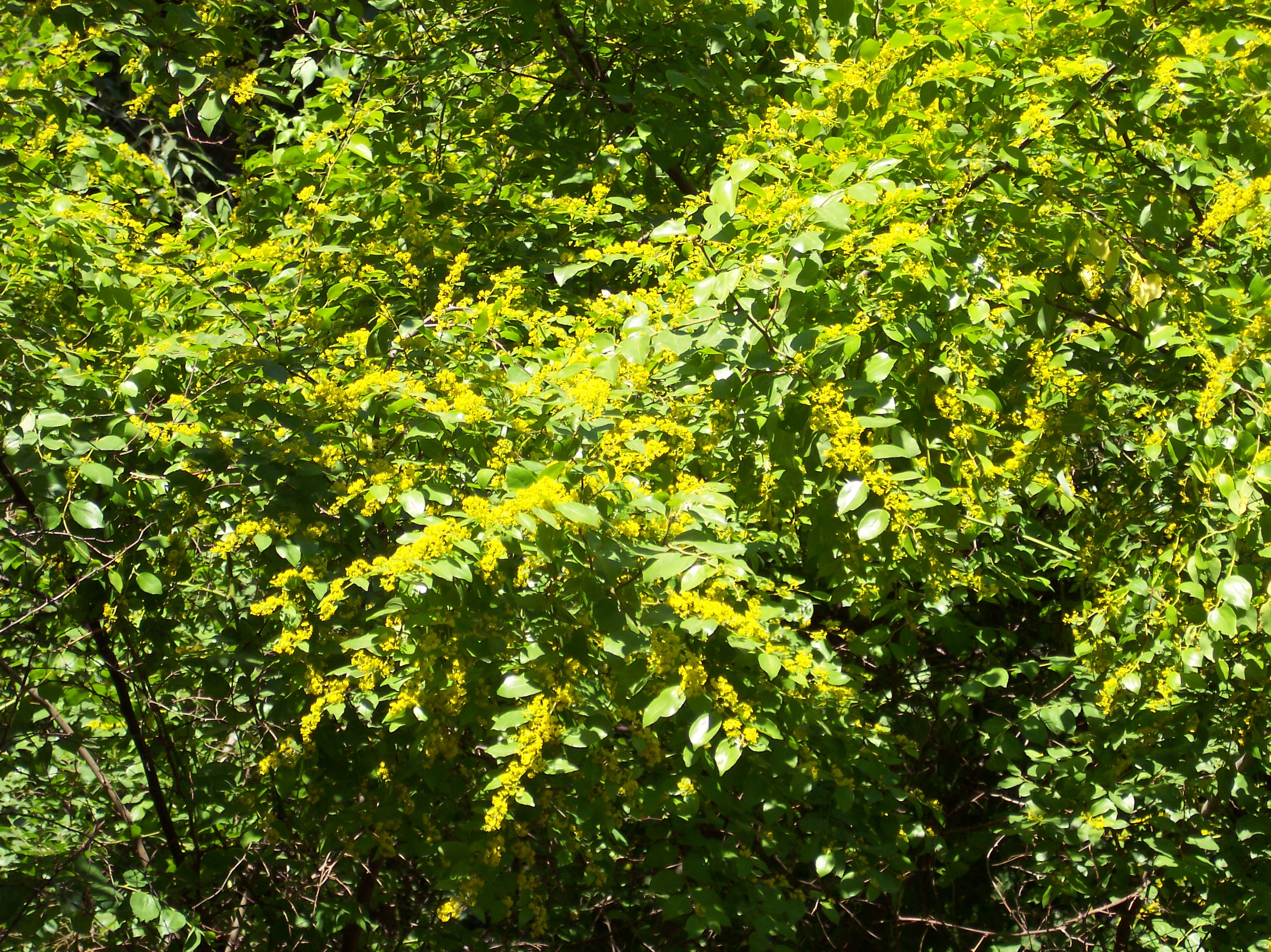
Rozkvetlý keř
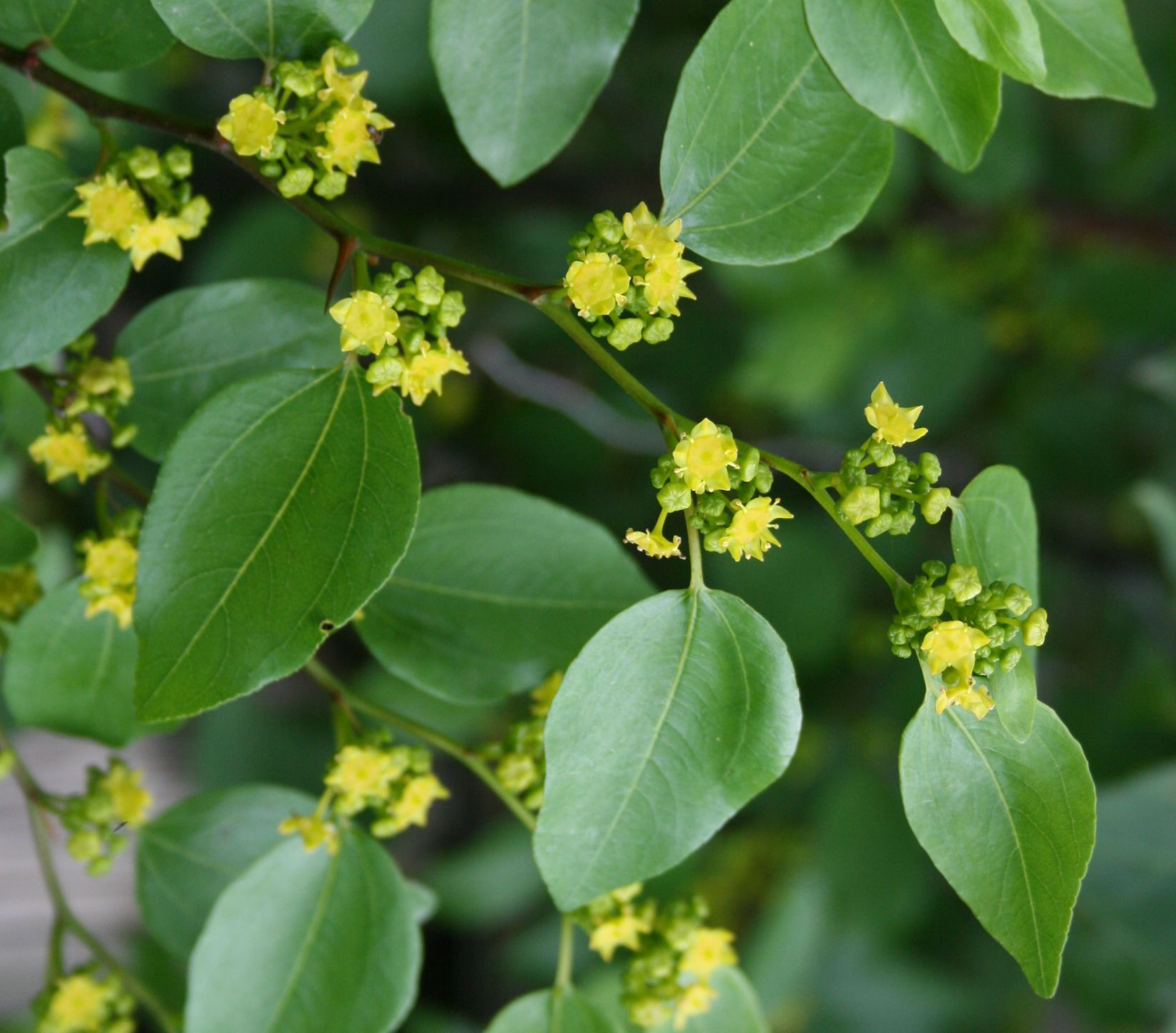
Květenství
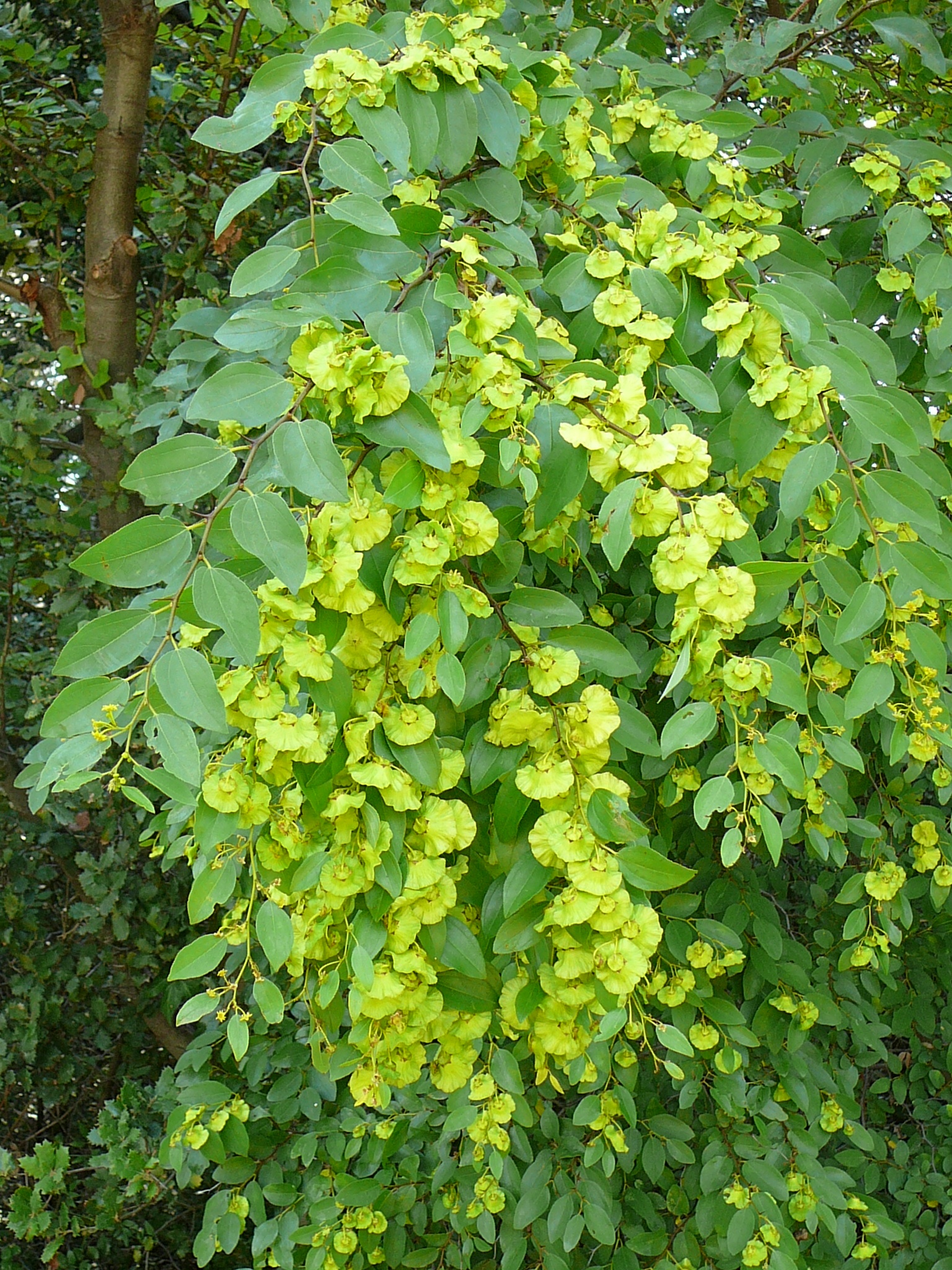
Zrající plody
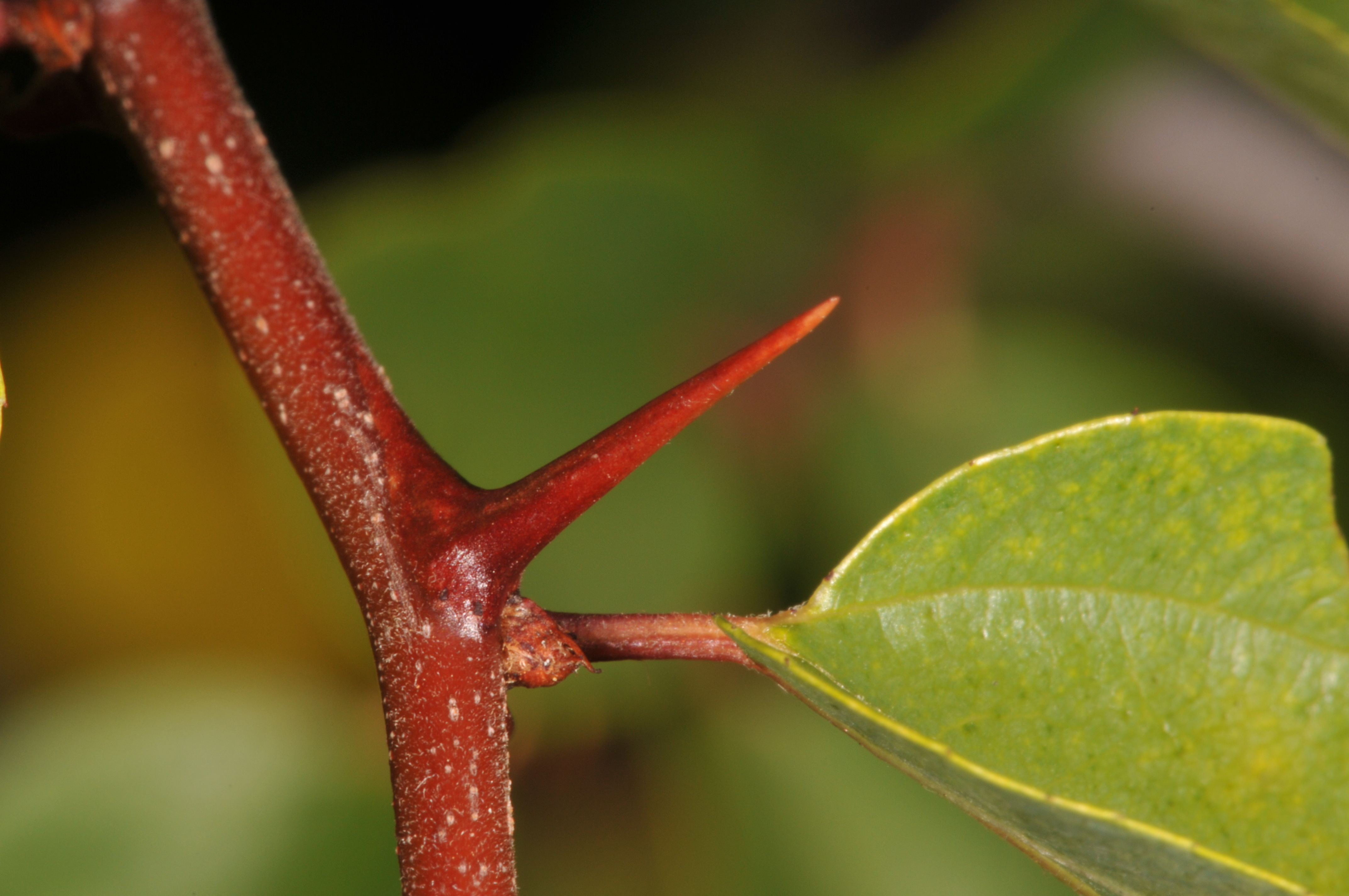
Trn